# Elias Chiguer
Elias Chiguer (ur. 2001) – marokański zapaśnik walczący w stylu klasycznym. Srebrny medalista mistrzostw Afryki w 2023 i brązowy w 2025 roku. 